# Southampton (New York)
Southampton è un comune (city) degli Stati Uniti d'America della contea di Suffolk nello Stato di New York. La popolazione era di 56 790 persone al censimento del 2010. Fa parte dell'area metropolitana di New York. Situata nella parte orientale dell'isola di Long Island, Southampton occupa un settore che affaccia sull'oceano Atlantico, posto nella penisola di South Fork.

## Geografia fisica
Secondo lo United States Census Bureau, ha un'area totale di 295,6 miglia quadrate (765,6 km²).

## Storia
La città è stata fondata quando dei coloni provenienti da Lynn, Massachusetts, ottennero dei terreni locali da parte della tribù dei Shinnecock nel 1640. I primi coloni erano otto uomini, una donna, e un ragazzo che lavorava nelle terre di Conscience Point. Questi uomini erano Thomas Halsey, Edward Howell, Edmond Farrington, Edmund Needham, Abraham Pierson the Elder, Thomas Sayre, Josiah Stanborough, George Welbe, Henry Walton e Job Sayre. Il 7 luglio 1640 furono determinati i confini della città. Nel corso dei successivi anni (1640-1643) la popolazione di Southampton aumentò grazie all'arrivo di 43 famiglie.

## Società

### Evoluzione demografica
Secondo il censimento del 2000, c'erano 54 712 persone.

### Etnie e minoranze straniere
Secondo il censimento del 2000, la composizione etnica della città era formata dall'87,98% di bianchi, il 6,62% di afroamericani, lo 0,41% di nativi americani, lo 0,89% di asiatici, lo 0,08% di oceanici, il 2,28% di altre razze, e l'1,73% di due o più etnie.